# Ponte dello stretto di Akashi
Il Ponte dello stretto di Akashi (明石海峡大橋?, Akashi-Kaikyō Ōhashi, lett. "grande ponte dello stretto di Akashi") è il secondo ponte sospeso più lungo del mondo. È alto 282,8 m e lungo 3 911 metri. La sua campata principale è lunga 1 991 metri. Inaugurato il 5 aprile 1998, unisce la città di Kōbe sull'isola di Honshū all'isola Awaji, passando al di sopra dello stretto di Akashi.

## Caratteristiche tecniche
Iniziato a costruire nel 1988 dopo venti anni di progettazione, è stato inaugurato nel 1998 e il 17 gennaio 1995 ha resistito al terremoto di Kobe d'intensità 6,8 della scala Richter, quando già erano state issate le due torri, alte 300 metri, e l'epicentro del sisma era localizzato proprio nella faglia nello stretto di Akashi. Le due torri non subirono danneggiamenti estremi, sebbene il terremoto abbia mietuto oltre 6 000 vittime nel paese, ma la torre sud si spostò di 120 cm e i lavori ripresero soltanto dopo un mese. Il governo giapponese ha fatto costruire due appositi siti in grado di contenere i modelli delle due torri in scala 1:100 in modo da sottoporli ad apposite prove nella galleria del vento che ne dimostrassero la capacità di sopportare venti con velocità fino a 150 km/h.
I due cavi sospesi che sorreggono le campate sono composti da 290 trefoli ciascuno e la teleferica che li ha installati ha dovuto fare 290 viaggi per ogni cavo, dopo che il primo trefolo era stato tirato in opera grazie a un cavo in kevlar posato da un elicottero da una sponda all'altra. Poiché il problema principale di questi tiranti d'acciaio è la corrosione, ognuno dei due cavi è sottoposto a un getto d'aria 24 ore su 24 per evitare la condensa dell'umidità.
Data l'enorme dimensione del ponte, risulta che l'80% della sua capacità portante è impegnata a reggere il peso proprio dell'opera e solo il restante 20% è destinato a sostenere il traffico stradale. Il progetto iniziale prevedeva anche il traffico ferroviario che, in una fase successiva, fu soppresso per ragioni non note.

### Dati

La sezione del ponte di Akashi Kaikyō

Il ponte di Akashi ha detenuto fino al 18 marzo 2022 il primato del ponte sospeso più lungo al mondo.
- Lunghezza totale: 3 911 m
- Campata: 1 991 m
- Altezza torri s.l.m.: 297 m
- Base plinti circolari di fondazione: 80 m di diametro di ognuno dei due plinti

### Costi
Il costo di costruzione totale stimato è di 500 miliardi di yen (circa 3,6 miliardi di dollari secondo il cambio di valuta del 1998) ed è previsto che sia ripagato dal pedaggio, attualmente di 2.300 yen. Il ponte è attraversato da 23.000 vetture al giorno.

## Costruzione

### Fondazioni
Nel 1989 furono poggiati sul fondale marino, ad una profondità uno di 57 m e l'altro di 60 metri, due cassoni cilindrici del diametro rispettivamente di 78 metri l'altro di 80 metri, muniti di una doppia parete, che dovevano costituire la fondazione delle due torri. I cilindri furono calati su un letto di posa del fondale marino in cui era stato dapprima scavato un anello e completato con del vespaio atto a far sì che durante la fase di appoggio dei due manufatti non vi fossero gravi slittamenti dovuti alla viscosità del fondale stesso. La messa in opera fu eseguita alla perfezione con un margine di errore di soli 2 cm. In seguito, i cassoni cavi furono riempiti con uno speciale cemento resistente all'acqua e alla sommità di essi fu realizzata la piastra di ancoraggio su cui poi furono posizionate le torri, realizzate in cantiere.

## Galleria d'immagini

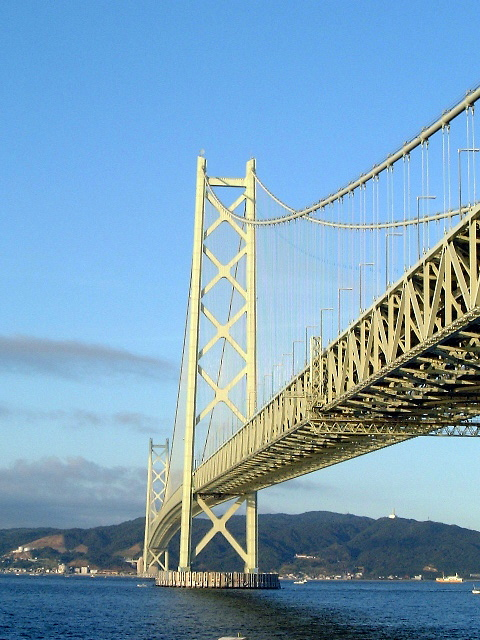
Torre Sud
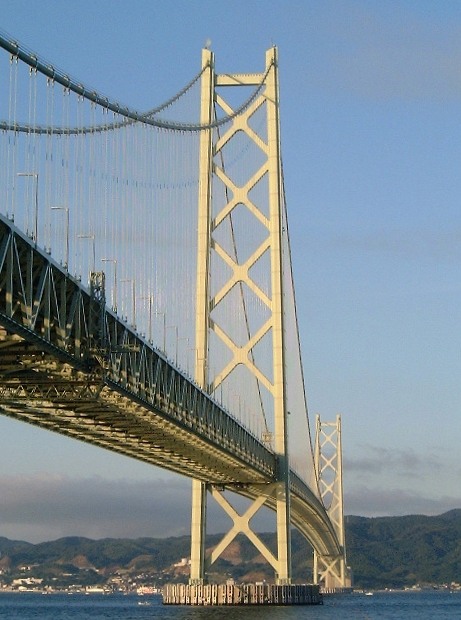
Torre Nord
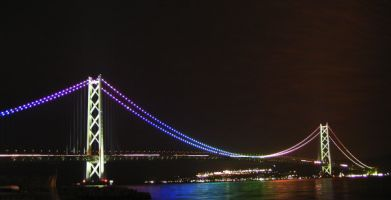
Vista notturna
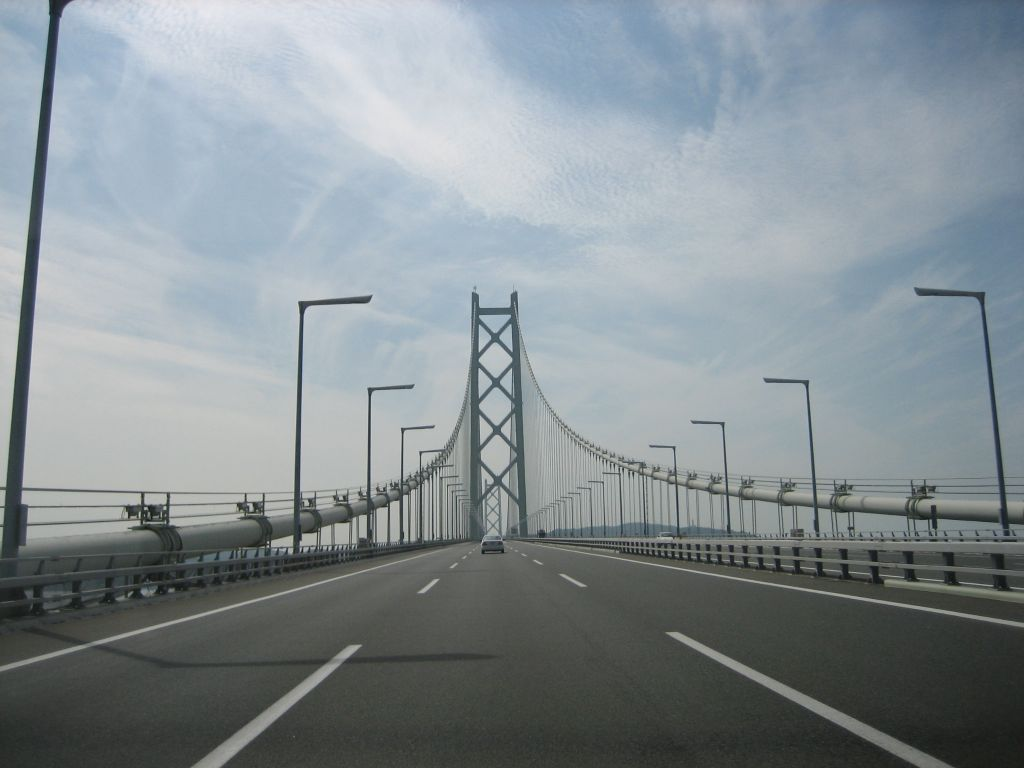
Il nastro stradale
Sezione di un cavo (a 290 trefoli)
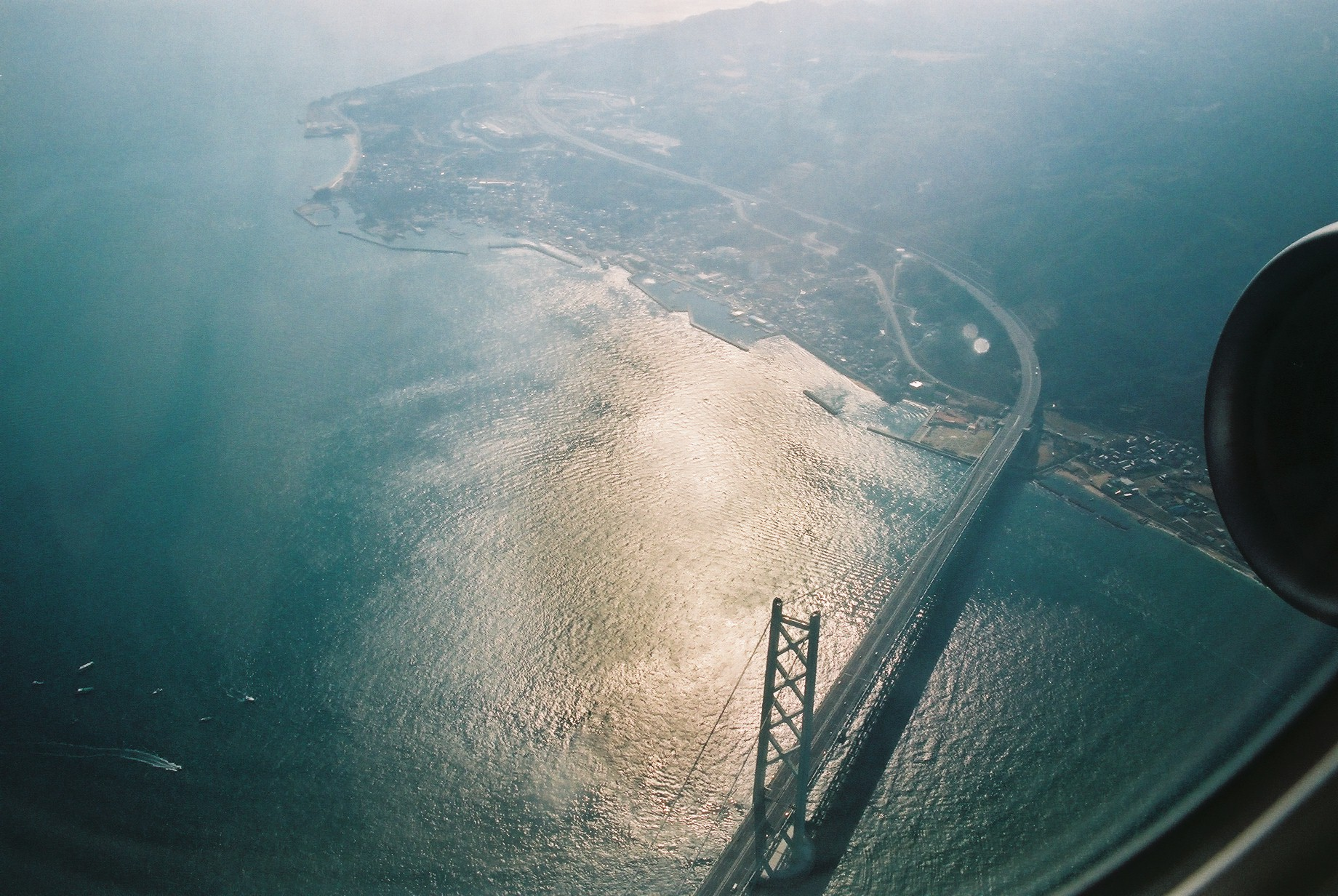
Vista aerea